# Conus iheringi
Conus iheringi é uma espécie de gastrópode do gênero Conus, pertencente à família Conidae.